# Oryctomorphus bimaculatus
Oryctomorphus bimaculatus är en skalbaggsart som beskrevs av Guérin-Méneville 1830. Oryctomorphus bimaculatus ingår i släktet Oryctomorphus och familjen Rutelidae. Inga underarter finns listade i Catalogue of Life.